# Tobruk (Band)
Tobruk war eine britische Band der 1980er Jahre aus der Gegend von Birmingham.

## Beschreibung
Zuerst spielten Neil, Evans, Bryant und Davies in der Band Stranger in Bedford. 1981 gingen sie in Richtung Birmingham und schlossen sich mit Woodward und Vallance zu Tobruk zusammen. Eine Demoaufnahme verhalf ihnen zu einem Auftritt in der The Friday Rock Show, der wiederum zu einer Plattenaufnahme bei Neat Records führte.
Ihre ersten beiden Songs Wild on the Run und The Show Must Go On erschienen 1983 auf einer Single. Daraufhin folgte der Wechsel zu EMI/Parlophone und die Aufnahme ihres Debüt-Albums Wild on the Run, das im Mai 1985 erschien. Die neun Titel darauf sind von einer durchgängig hohen Qualität und wurden von vielen Kritikern hoch gelobt. Trotzdem gelang der Band damit der ganz große Durchbruch nicht.
Um das Nachfolgealbum In Motion gab es Streit. Es konnte qualitativ mit dem Debüt nicht mithalten und Parlophone weigerte sich es zu veröffentlichen. So trennte sich die Band von dem Label und löste sich wenig später ganz auf. 1988 wurde das Album doch noch unter neuem Titel bei einem Independent-Label herausgebracht.

## Mitglieder
Gründungsmitglieder
- Stuart Neil († 2006)(Sänger)
- Nigel Evans (Gitarre)
- Steve Woodward (Bass)
- Jem Davis (Keyboard)
- Allen Vallance (Schlagzeug)

weitere
- Tim Bryant (Schlagzeug)
- Mike Brown (Bass)
- Eddie Fincher (Schlagzeug)

## Diskografie

### Single
- 1983 Wild on the Run / The Show Must Go On

### Alben
- 1985: Wild on the Run
- 1986/1988: In Motion / Pleasure and Pain